# Perizoma interlauta
Perizoma interlauta är en fjärilsart som beskrevs av W. Warren 1907. Perizoma interlauta ingår i släktet Perizoma och familjen mätare. Inga underarter finns listade i Catalogue of Life.